# Helen Meles
Helen Meles (Tigrinya: ሄለን መለስ; 11 de setembre de 1966) és una cantant i actriu eritrea. Ha publicat diversos àlbums i protagonitzat algunes de les pel·lícules més conegudes d'Eritrea. Va començar la seva carrera musical amb vuit anys, quan es va unir al grup Red Flowers, de Kassala, (ቀያሕቲ ዕምባባ). El grup estava format per la branca educativa del Front Popular d'Alliberament d'Eritrea. Amb el grup, va cantar per diverses parts de Sudan com a cantant principal. El 1979, amb 13 anys, es va unir formalment l'escola del Front Popular. És coneguda per la seva transició d'èxit des d'excombatent de guerra a cantant i actriu molt popular al seu país.

## Discografia

### Àlbums
- Vol. 1 - Kuhulay Segen – 1997
- Vol. 2 - Ti Gezana – 1998 (Remix de Tebereh Tesfahuney Oldies)
- Mamina (Remix d'Amleset Abay Oldies) feat. Amleset Abay
- Vol. 3 – Remix Of Kuhulay Segen – 2000
- Vol. 4. – Res'ani – 2003
- Vol. 5 – Halewat – 2006
- Vol. 6 – Baal Sham – 2013

### Singles
- "Abey keydu silimatki" (1990)
- "Eza adey" (1998)
- "Warsay" (1998)
- "Shabai" /AKA/ "Aba Selie" (1999)
- "Debdabieu" (1999)
- "Mesilka we" (2000)
- "Sham" (2000)
- "Betey" (2001)
- "Gagyeka" (2002)
- "Nacfa" (2003)
- "Nibat fikri" (2003)
- "Likie" (2003)
- "Nisa tinber" (2003)
- "Kewhi lubu" (2004)
- "Manta Fikri" (2004)
- "Ertrawit ade" (2004)
- "Halime Ember" (2005)
- "Fir Fir" (2006)
- "Nihnan nisikin" (2006)
- "Abaka Ember" (2006)
- "Tsetser" (2008)
- "Menesey" (2010)
- "Rahsi" (2011)
- "Dibab" (2012)
- "Fikri Hamime" (2013)
- "Seare" (2014)
- "Tsigabey" (2016)
- "Adi Sewra" (2017)
- "Tezareb" (2017)
- "Yiakleni" (2018)
- "Meaza" (2019)